# Thomas Molnar
Thomas Molnar (Budapeste, 26 de julho de 1921 - 20 de julho de 2010) foi um filósofo, historiador e teórico político católico húngaro.